# Alexandre Tansman

Alexander Tansman, 1932

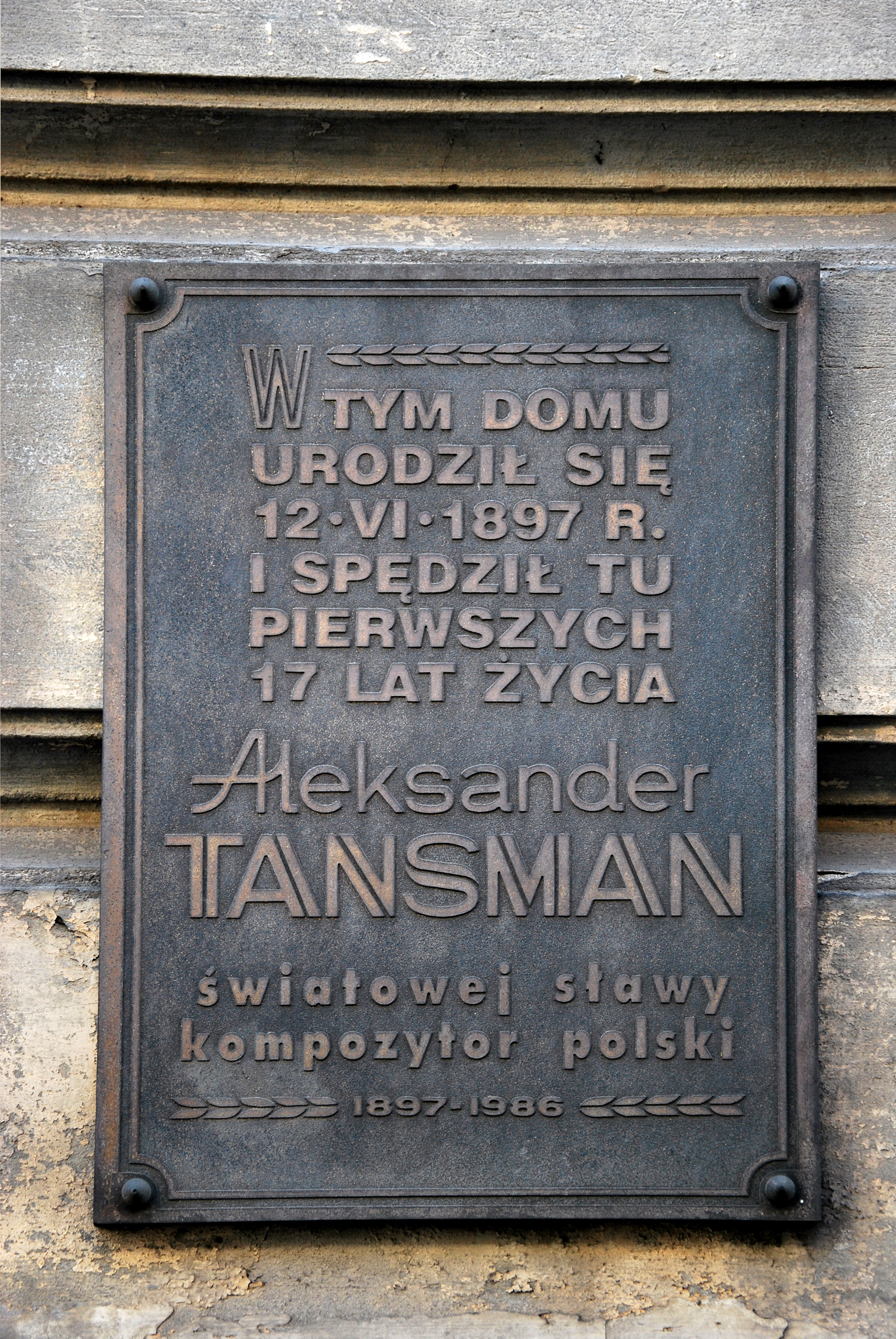
Gedenktafel in Łódź

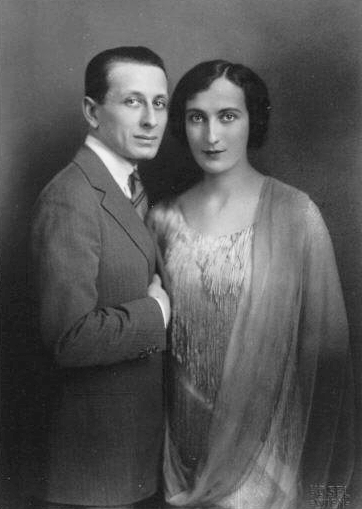
Alexandre Tansman & Anna Eleonora Brociner

Alexandre Tansman (polnisch Aleksander Tansman; * 11. Juni 1897 in Łódź, Russisches Kaiserreich; † 15. November 1986 in Paris) war ein polnisch-französischer Komponist.

## Leben
Alexandre Tansman wurde in Łódź als Sohn jüdischer Eltern geboren und wuchs dort auch auf. Mit vier Jahren begann er Klavier zu spielen und mit acht Jahren zu komponieren. Er studierte Komposition an der Musikakademie Łódź und der Musikakademie Warschau (Kontrapunkt und Komposition bei Piotr Rytel). 1919 gewann er den Nationalen Polnischen Kompositionswettbewerb für anonym eingereichte Jugendwerke, zu dem er zwei Kompositionen eingereicht hatte (den ersten Preis erhielt seine Fantasie für Violine und Klavier, den zweiten für eine Klaviersonate). Er siedelte dann nach Frankreich über und nahm 1920 die französische Staatsbürgerschaft an. Im Jahre 1927 unternahm er mit dem Boston Symphony Orchestra unter Kussewizki seine erste Konzertreise in den USA. 1932 bis 1933 unternahm er eine Welttournee. Nach der deutschen Besetzung Frankreichs 1940 floh er in den Süden Frankreichs und 1941 gelang ihm die Flucht über Lissabon in die USA.
In Hollywood arbeitete er hauptsächlich als Komponist für Filme. Dort freundete er sich mit Igor Strawinsky an, der ihn sehr beeinflusste. Bei der Oscarverleihung 1946 wurde er für den Oscar für die beste Filmmusik nominiert, für das von Gregory Ratoff inszenierte Kriegsdrama Paris Underground (1945) mit Constance Bennett, Gracie Fields und George Rigaud in den Hauptrollen. Insgesamt war er für die musikalische Untermalung und Begleitung für fünfzehn Filme verantwortlich.
1946 kehrte Tansman nach Paris zurück. 1947 schrieb er eine Biografie Strawinskys. Verheiratet war Tansman seit 1937 mit der Pianistin Colette Cras (gest. 1953), der Tochter des französischen Komponisten Jean Cras, sie hatten zwei Töchter. Er starb in Paris am 15. November 1986.

## Werke
Tansman schrieb unter anderem Opern und Ballette, 9 Sinfonien, 2 Klavierkonzerte, die Stèle in memoriam d’Igor Stravinsky, das Oratorium Isaïe, le prophète, Kammer- und Klaviermusik. Seine Kompositionen sind – neben Einflüssen Strawinskys – unter anderem auch durch Reminiszenzen an polnische Volksmusik geprägt.

### Werke für Orchester

#### Sinfonien
- 1917: Sinfonie Nr. 1
- 1926: Sinfonie Nr. 2 in a
- 1931: Sinfonie Nr. 3 – „Symphonie concertante“, für Violine, Bratsche, Cello, Klavier und Orchester
- 1936–1939: Symfonie Nr. 4
- 1942: Sinfonie Nr. 5 in d
- 1944: Sinfonie Nr. 6 – „In memoriam“, für gemischten Chor und Orchester
- 1944: Sinfonie Nr. 7 – „Lyrique“
- 1948: Sinfonie Nr. 8 – „Musique pour orchestre“
- 1957–1958: Sinfonie Nr. 9

#### Solo-Konzerte mit Orchester
- 1925: Concert Nr. 1 für Klavier und Orchester
- 1927: Concert Nr. 2 für Klavier und Orchester
- 1928: Suite, für zwei Klaviere und Orchester
- 1929: Suite dans le style ancien, für Klavier und kleines Orchester
- 1931: Concertino, für Klavier und Orchester
- 1936: Fantaisie, für Cello und Orchester
- 1936–1937: Concerto, für Bratsche und Orchester
- 1937: Concerto, für Violine und Orchester
- 1937: Fantaisie, für Klavier und Orchester
- 1943: Concert stuk, für Klavier (für die linke Hand) und Orchester
- 1944: Partita n° 2, für Klavier und Orchester
- 1945: Concertino, für Gitarre und Orchester
- 1952: Concertino, für Oboe, Klarinette und Streichorchester
- 1957: Concerto, für Klarinette und Orchester
- 1960: Musique de Cour für Gitarre und Orchester
- 1963: Concerto, für Cello und Orchester
- 1968: Suite concertante, für Oboe und Kammerorchester
- 1968: Concertino, für Querflöte, Streichorchester und Klavier

#### Andere Orchesterwerke
- 1915–1916: Prometheus, sinfonisches Gedicht
- 1916–1917: Toison d’or, sinfonisches Gedicht basiert auf griechische Mythologie
- 1919: Prélude symphonique
- 1920: Vision nocturne, sinfonische impressies für Orchester
- 1923: „La Danse de la sorcière“ uit het ballet „Le Jardin du paradis“, für Orchester
- 1923: Légende
- 1924: Sinfonietta, für Kammerorchester
- 1926: Ouverture symphonique, für großes Orchester
- 1927: Esquisse, für Orchester
- 1927: La Nuit kurde, sinfonische Suite aus der Oper
- 1928–1929: Toccata, für Orchester
- 1930: Cinq Pièces, für Violine und kleines Orchester
- 1930: Triptyque, für Streichorchester
  1. Allegro risoluto
  2. Andante
  3. Finale: presto – andante cantabile – tempo primo – meno mosso – moderato – lento
- 1931: Quatre danses polonaises
  1. Polka
  2. Kujawiak
  3. Dumka
  4. Oberek
- 1932: Deux moments symphoniques
- 1933: Deux pièces, für Orchester
- 1933: Partita, für Streichorchester
- 1933: Rapsodie hébraïque, für kleines Orchester
- 1934: Deux intermezzi
- 1935: Deux images de la Bible
- 1937: Variations sur un thème de Frescobaldi
- 1937: Suite n° 1, für Kammerorchester
- 1938: Rapsodie hébraïque, für Orchester
- 1938–1939: Deux Chorals de Johann Sebastian Bach
- 1940: Rapsodie polonaise
- 1940–1942: Études symphoniques
- 1941: Study in Boogie-woogie
- 1943: Sérénade nr 3, für Orchester
- 1944: Divertimento, für Kammerorchester
- 1944: Adam and Eve, für Sprecher und Orchester, (= 3. Satz der Genesis Suite in Zusammenarbeit mit Arnold Schönberg, Darius Milhaud, Igor Stravinsky, Mario Castelnuovo-Tedesco, Ernst Toch und Nathaniel Shilkret)
- 1946: Le cantique des cantiques, muzikaal Gedicht für Kammerorchester
- 1947: Musique pour cordes, „Quatuor n° 7“, für Streichquartett und Streichorchester
- 1949: Allegro sinfonico
- 1949: „Suite dans le goût espagnol“ uit „Voyage de Magellan“, für Orchester
- 1949–1956: Musique de table
- 1954: Capriccio, für Orchester
- 1954: Concerto, für Orchester
- 1956: 4 mouvements symphoniques
- 1962: Six Études, für Orchester
  1. Allegro risoluto
  2. Andante sostenuto, quasi lento
  3. Allegro scherzando (vivace)
  4. Lento
  5. Allegro con spirito
  6. Très lent
- 1963: Six Mouvements, für Streichorchester
- 1968: Quatre Mouvements, für Orchester
  1. Notturno
  2. Perpetuum mobile
  3. Interlude – Elegia
  4. Ostinato (Toccata)
- 1969: Diptyque, für Kammerorchester
- 1969: Hommage à Erasme de Rotterdam
- 1972: Stèle in memoriam d'Igor Stravinsky
- 1975: Élégie, für Orchester
- 1978: Apostrophe to Sion
- 1978: Sinfonietta n° 2, für Kammerorchester
- 1978–1979: Les dix Commandements

### Klavierwerke
- 1915: Sonate für Klavier Solo
- 1919: Petite Suite 7 Stücke für Klavier Solo
- 1922: 3 Études transcendantes für Klavier Solo
- 1928: Sonate für Klavier Solo
- 1929: Suite dans le style ancien
- 1930: Arabeques
- 1932: Sonate für Klavier Solo
- 1934: Cinq Impressions
- 1941: Sonate für Klavier Solo
- 1949: Eight Cantilenas, Hommage a J.S. Bach
- 1951: Les jeunes au piano
- 1952: Quatre Nocturnes, à Igor Stravinsky pour le 18 Juin 1952
- 1955: Sonate für Klavier Solo

### Werke für Gitarre
- 1951: Cavatina (Preludio – Sarabande – Scherzino – Barcarola)
- 1962: Suite in modo polonico
- 1966: Hommage à Chopin
- 1972: Variations sur un thème de Scriabine
- 1982: Hommage à Lech Walesa
- Sonstige: Mazurka, Danza Pomposa

## Filmmusik (Auswahl)
- 1932: Poil de carotte
- 1933: Die Schloßherrin vom Libanon (La châtelaine du Liban)
- 1943: Das zweite Gesicht (Flesh and Fantasy)
- 1944: Als du Abschied nahmst (Since You Went Away)
- 1945: Paris Underground
- 1946: Schwester Kenny (Sister Kenny)
- 1951: Die Höhle der Gesetzlosen (Cave of Outlaws)
- 1952: Unternehmen „Rote Teufel“ (Red Ball Express)

## Schriften
- Regards en arrière. Itinéraire d’un musicien cosmopolite au XXe siècle. Editions Aedam Musicae, 2013, ISBN 978-2-919046-08-9 (französisch, 527 S.).